# Louis Smolka
Louis Smolka (Kapolei, 16 de julho de 1991) é um lutador estadunidense de artes marciais mistas (MMA), que compete na divisão peso-mosca do Ultimate Fighting Championship. Ele já lutou no Destiny MMA, King of the Cage e Pacific Xtreme Combat, onde ele foi o campeão peso-mosca.

## Carreira no MMA

### Início da carreira
Smolka começou sua carreira amadora em 2010 e foi capaz de alcançar um recorde de 3-1 no seu primeiro ano de competição. Isso foi quase um ano antes de se tornar profissional em 2012. Ele acumulou vitórias no Destiny MMA e King of the Cage, antes de passar para a promoção PXC no final de 2012. Ele ganhou todas as quatro lutas que teve no PXC, e deixou a promoção como o campeão peso-mosca.

### Ultimate Fighting Championship
No final de 2013, Louis assinou com o UFC e foi programado para fazer sua estréia promocional contra Alptekin Ozkilic, no UFC Fight Night 35, em 15 de janeiro de 2014.  Smolka foi capaz de sair com a vitória por decisão unânime.
Smolka, mais tarde, enfrentou Chris Cariaso, em 10 maio de 2014, no UFC Fight Night 40.  Smolka perdeu a luta por decisão dividida.
Smolka enfrentou Richie Vaculik em 8 de novembro de 2014, no UFC Fight Night 55. Ele venceu a luta por nocaute no terceiro round, terminando o combate com um chute lateral no rosto de Vaculik e pressionando com socos, até a luta ser interrompida. A vitória também rendeu seu primeiro prêmio de Desempenho da Noite.
Smolka enfrentou Neil Seery no dia 11 de julho de 2015, no UFC 189. Ele venceu a luta por decisão unânime.
Smolka enfrentou o irlandês Patrick Holohan em 24 de outubro de 2015, no UFC Fight Night: Holohan vs. Smolka, na Irlanda. Ele venceu a luta por finalização com um mata-leão no segundo round.
Smolka enfrentou o compatriota Ben Nguyen em 13 de Julho de 2016 no UFC Fight Night: McDonald vs. Lineker, ele venceu o combate no segundo round por nocaute técnico socos e cotoveladas, sua atuação lhe rendeu o prêmio de Performance da Noite.
Smolka era esperado para enfrentar Sergio Pettis em 1 de outubro de 2016 no UFC Fight Night: Lineker vs. Dodson. Entretanto, Pettis saiu do combate após uma lesão e foi substituído por Brandon Moreno. Smolka foi finalizado no primeiro round.
Smolka enfrentou Ray Borg em 30 de dezembro de 2016 no UFC 207. Borg não bateu o peso da categoria e como resultado, Borg perdeu 30% da sua bolsa que foram para Smolka, que aceitou o combate em peso casado. Smolka perdeu por decisão unânime.
Smolka enfrentou Tim Elliott em 15 de abril de 2017 no UFC on Fox: Johnson vs. Reis. Ele perdeu por decisão unânime, porém recebeu o bônus de Luta da Noite.

## Campeonatos e realizações
- Pacific Xtreme Combat
  - Campeão Peso-Mosca do Pacific Xtreme Combat  (Uma vez)

- Ultimate Fighting Championship
  - Performance da Noite (Duas vezes)
  - Luta da Noite (Uma vez)

## Cartel no MMA
| Cartel no MMA   |             |            |
| 24 lutas        | 16 vitórias | 8 derrotas |
| Por nocaute     | 7           | 1          |
| Por finalização | 7           | 3          |
| Por decisão     | 2           | 4          |

| Res.    | Cartel | Oponente                  | Método                                   | Evento                                  | Data       | Round | Tempo | Local                      | Notas                                |
| ------- | ------ | ------------------------- | ---------------------------------------- | --------------------------------------- | ---------- | ----- | ----- | -------------------------- | ------------------------------------ |
| Derrota | 17-8   | Vince Morales             | Nocaute (socos)                          | UFC on ESPN: Font vs. Aldo              | 04/12/2021 | 1     | 2:02  | Las Vegas, Nevada          |                                      |
| Vitória | 17-7   | José Alberto Quiñónez     | Nocaute Técnico (socos)                  | UFC on ESPN: Hermansson vs. Vettori     | 05/12/2020 | 2     | 2:15  | Las Vegas, Nevada          |                                      |
| Derrota | 16-7   | Casey Kenney              | Finalização (guilhotina)                 | UFC on ESPN: Woodley vs. Burns          | 30/05/2020 | 1     | 3:03  | Las Vegas, Nevada          |                                      |
| Vitória | 16-6   | Ryan McDonald             | Nocaute Técnico (socos)                  | UFC Fight Night: Cowboy vs. Gaethje     | 14/09/2019 | 1     | 4:43  | Vancouver                  |                                      |
| Derrota | 15-6   | Matt Schnell              | Finalização (triângulo)                  | UFC Fight Night: Lewis vs. dos Santos   | 09/03/2019 | 1     | 3:18  | Wichita, Kansas            |                                      |
| Vitória | 15-5   | Su Mudaerji               | Finalização (chave de braço)             | UFC Fight Night: Blaydes vs. Ngannou II | 24/11/2018 | 2     | 2:07  | Pequim                     | Retorno ao UFC; Retornou aos Galos.  |
| Vitória | 14-5   | Kyle Estrada              | Nocaute Técnico (interrupção do árbitro) | CXF 15                                  | 20/10/2018 | 2     | 5:00  | Burbank, Califórnia        | Ganhou o Cinturão Peso Mosca do CXF. |
| Vitória | 13-5   | Tycen Lynn                | Finalização (guilhotina)                 | Destiny MMA: Fight Night 5              | 23/06/2018 | 3     | N/A   | Honolulu, Havaí            |                                      |
| Vitória | 12-5   | Tyrone Christian Gorgonia | Nocaute Técnico (socos)                  | Gladiator Challenge                     | 21/04/2018 | 1     | 1:15  | Rancho Mirage, Califórnia  |                                      |
| Derrota | 11-5   | Matheus Nicolau           | Decisão (unânime)                        | UFC 219: Cyborg vs. Holm                | 30/12/2017 | 3     | 5:00  | Las Vegas, Nevada          |                                      |
| Derrota | 11-4   | Tim Elliott               | Decisão (unânime)                        | UFC on Fox: Johnson vs. Reis            | 15/04/2017 | 3     | 5:00  | Kansas City, Missouri      | Luta da Noite.                       |
| Derrota | 11-3   | Ray Borg                  | Decisão (unânime)                        | UFC 207: Nunes vs. Rousey               | 30/12/2016 | 3     | 5:00  | Las Vegas, Nevada          |                                      |
| Derrota | 11-2   | Brandon Moreno            | Finalização (guilhotina)                 | UFC Fight Night: Lineker vs. Dodson     | 01/10/2016 | 1     | 2:23  | Portland, Oregon           |                                      |
| Vitória | 11-1   | Ben Nguyen                | Nocaute Técnico (socos e cotoveladas)    | UFC Fight Night: McDonald vs. Lineker   | 13/07/2016 | 2     | 4:41  | Sioux Falls, Dakota do Sul | Performance da Noite.                |
| Vitória | 10-1   | Patrick Holohan           | Finalização (mata leão)                  | UFC Fight Night: Holohan vs. Smolka     | 24/10/2015 | 2     | 4:09  | Dublin                     |                                      |
| Vitória | 9-1    | Neil Seery                | Decisão (unânime)                        | UFC 189: Mendes vs. McGregor            | 11/07/2015 | 3     | 5:00  | Las Vegas, Nevada          |                                      |
| Vitória | 8-1    | Richie Vaculik            | Nocaute (chute lateral e socos)          | UFC Fight Night: Rockhold vs. Bisping   | 8/11/2014  | 3     | 0:18  | Sydney                     | Performance da Noite.                |
| Derrota | 7-1    | Chris Cariaso             | Decisão (dividida)                       | UFC Fight Night: Brown vs. Silva        | 10/05/2014 | 3     | 5:00  | Cincinnati, Ohio           |                                      |
| Vitória | 7-0    | Alptekin Özkılıç          | Decisão (unânime)                        | UFC Fight Night: Rockhold vs. Philippou | 15/01/2014 | 3     | 5:00  | Duluth, Geórgia            | Estreia no UFC.                      |
| Vitória | 6-0    | Ale Cali                  | Nocaute Técnico (socos)                  | Pacific Xtreme Combat 41                | 09/11/2013 | 2     | 1:52  | Pasig                      | Ganhou o Título Peso Mosca do PXC.   |
| Vitória | 5-0    | Jessie Rafols             | Finalização (mata leão)                  | Pacific Xtreme Combat 39                | 14/09/2013 | 1     | 1:59  | Pasig                      |                                      |
| Vitória | 4-0    | Alvin Cacdac              | Finalização (mata leão)                  | Pacific Xtreme Combat 35                | 16/02/2013 | 3     | 3:59  | Pasig                      |                                      |
| Vitória | 3-0    | Bryan To Hang Lam         | Finalização (chave de braço)             | Pacific Xtreme Combat 34                | 17/11/2012 | 1     | 3:54  | Quezon City                |                                      |
| Vitória | 2-0    | Kawika Martin             | Finalização (triângulo de mão)           | KOTC - Mana                             | 20/10/2012 | 2     | 2:53  | Honolulu, Havaí            |                                      |
| Vitória | 1-0    | Shane Pacarro             | Nocaute Técnico (interrupção médica)     | Destiny MMA - Unleashed                 | 28/04/2012 | 2     | 5:00  | Waipahu, Havaí             |                                      |